# Krzemień (Białobrzegi)
Pour les articles homonymes, voir Krzemień.
Krzemień (prononciation : [ˈkʂɛmjɛɲ]) est un village polonais de la gmina de Stromiec dans le powiat de Białobrzegi de la voïvodie de Mazovie dans le centre-est de la Pologne.
Il se situe à environ 9 kilomètres au nord de Stromiec (siège de la gmina), 14 kilomètres au nord-est de Białobrzegi (siège du powiat) et à 57 kilomètres au sud de Varsovie (capitale de la Pologne).

## Histoire
De 1975 à 1998, le village appartenait administrativement à la voïvodie de Radom.